# Shabban Shabab-ud-Din
Shabban Shahab-ud-Din (8. studenog 1909. — 6. siječnja 1983.) je bivši indijski hokejaš na travi. 
Osvojio je zlatno odličje na hokejaškom turniru na Olimpijskim igrama 1936. u Berlinu igrajući za Britansku Indiju. Odigrao je četiri susreta. Igrao je na mjestu napadača.

## Vanjske poveznice
- Profil na Database Olympics